# Kalju Ahven
Kalju Ahven (* 11. September 1921 in Räpina; † 26. Juli 1946 in Lübeck) war ein estnischer Dichter.

## Leben
Ahven ging nach der Volksschule (1929–1935) auf die Höhere Gartenschule in Räpina (1935–1939). Danach arbeitete er ein Jahr als Praktikant in einer Bank und anschließend zwei Jahre als Geschäftsführer des Gymnasiums in Abja. Das Studienjahr 1942/43 verbrachte er am Lehrerseminar in Tartu. 1943 war er bei der Deutschen Besatzungsarmee angestellt, die ihn 1944 zwangsmobilisierte.
Mit der deutschen Wehrmacht machte er deren Rückzug über Saaremaa und Danzig mit und gelangte auf diese Weise in Kriegsgefangenenlager in Dänemark und Holstein. Er litt an Tuberkulose und war diesen Strapazen nicht mehr gewachsen, so dass er im Gefangenenlager starb.

## Literarisches Werk
Ahven begann zwar bereits während der Schulzeit mit dem Dichten, hatte aber bei seinem Tode noch nichts veröffentlicht. Es ist seinem Freund und Mitgefangenen im Lager, Otto Alexander Webermann, zu verdanken, dass sein Name nicht vollkommen vergessen ist. Webermann sammelte die nachgelassenen Papiere und schrieb auf ihrer Basis seine Doktorarbeit Kalju Ahven. Leben und Werk eines estnischen Dichters der Gegenwart, mit der er 1951 an der Universität Göttingen zum Dr. phil. promoviert wurde. Webermann publizierte 1956 auch das – einzige – Buch mit Gedichten von Kalju Ahven, die vorher nur in der Exilpresse erschienen waren.
Die Dichtung von Ahven ist teilweise auf Südestnisch abgefasst und spiegelt häufig „Natur- und Liebesmotive sowie traurige Vorahnungen“ wider. Die Konzentrierung auf die Natur wird auch an den zahlreichen auf Pflanzen und Naturereignisse bezogenen Metaphern deutlich, wie Webermann festgestellt hat: „Der Umweltkreis Kalju Ahvens, aus dem er seine Bilder schöpft, ist die Natur, nur wenige Bilder gehören dem intellektuellen Gedankenkreis an.“ Allerdings stehen in seinen Gedichten, die sowohl im freien Vers als auch in der strengen Form des Sonetts abgefasst sein können, auch zwischenmenschliche Beziehungen häufig zentral.
Gemeinsam mit seinem Bruder, dem Sprachwissenschaftler Heino Ahven, gehörte Kalju Ahven zu den Begründern der literarischen Gruppe Tuulisui, deren prominenteste Vertreter Raimond Kolk und Kalju Lepik waren, die ebenfalls ins Exil gingen.

## Bibliographie
- Kas mäletad? Luuletusi 1939-1946 ('Erinnerst du dich? Gedichte 1939–1946'). Stockholm: Vaba Eesti 1956.

## Sekundärliteratur
- Otto Alexander Webermann: Kalju Ahven. Leben und Werk eines estnischen Dichters der Gegenwart. Göttingen, Diss. phil 1951. 286 S.
- Otto A. Webermann: Das dichterische Bild bei Kalju Ahven, in: Commentationes Balticae 1 (1953), S. 207–223.